# جائزة الأوسكار لأفضل مكياج وتصفيف شعر
جائزة الأوسكار لأفضل مكياج وتصفيف شعر هي أحد الجوائز التي تمنحها أكاديمية فنون وعلوم الصور المتحركة لأفضل عمل في مجال المكياج وتصفيف شعر في الأفلام السينمائية. عادةً تترشح ثلاث أفلام فقط لهذه الجائزة كل سنة بدل خمسة كمعظم الفئات الأخرى لجائزة الأوسكار. الإستثناءات كانت فقط في مطلع الثمانينات عندما تم ترشيح فيلمين فقط وفي 1999 عندما تم ترشيح أربع أفلام.